# Abul Kalam Azad
Abul Kalam Azad, né le 11 novembre 1888 à La Mecque et mort le 22 février 1958 à Delhi, est un homme politique indien. Il a été un théologien éminent, un journaliste engagé pour l'indépendance de l'Inde. Il a occupé des postes importants au sein du Congrès national indien. 
Il est le premier ministre de l'Éducation de l'Inde indépendante, de 1947 à sa mort.

## Distinctions
- Bharat Ratna en 1992